# アルベール・ユデルゾ
アルベール・ユデルゾ（仏: Albert Uderzo、1927年4月25日 - 2020年3月24日）は、フランスの漫画家。
2020年3月24日、自宅で就寝中に心臓発作を起こし死去。92歳没。

## 作品
- アステリックス（コミック担当。ストーリー担当はルネ・ゴシニ）